# كريستوفر ريد (شاعر)
كريستوفر ريد (بالإنجليزية: Christopher Reid)‏ هو كاتب وصحفي ومؤلف وشاعر بريطاني، ولد في 13 مايو 1949 في هونغ كونغ في الصين.

## وصلات خارجية
- كريستوفر ريد على موقع ميوزك برينز (الإنجليزية)